# 산족 (아프리카)
산족(영어: San/Saan peoples, Bushmen)은 남아프리카의 보츠와나, 나미비아, 앙골라, 잠비아, 짐바브웨, 레소토, 남아공 일대에 흩어져 사는 다양한 수렵채집민족들을 통칭해 일컫는 말이다. 혈통적으로 가까운 민족인 코이코이인과 함께 코이산족을 이룬다. 산족은 아프리카 남부에서 대대로 살아온, `세계에서 가장 오래된 인류'다. `수풀(bush) 속에 사는 사람'이라는 뜻의 부시맨 또는 부시먼으로 더 잘 알려져 있다. 이는 16세기 아프리카 남단에 상륙한 네덜란드계 식민자들, 즉 보어인들이 붙인 이름으로 알려졌다. 학계에서는 다소 경멸적인 의미가 담긴 '부시맨'이 아닌 '산족' 혹은 '코이산족'으로 통칭한다. 반면 산족 자신들은 스스로를 부르는 이름이 애당초 없었기 때문에 경쟁부족 코이코이족이 부르는 '산족' 대신 오히려 부시먼이라는 호칭을 선호한다는 주장도 있다.
학자들은 산족이 인류의 조상의 원형에 가장 가까운 것으로 보고 있다. 오랜 생존에도 불구하고 현대화된 생활방식을 택하지 않아 서양인들의 구경거리가 되곤 했으며 영화 `신은 미쳤다(부시맨)'에서 희화화되기도 했다. 산족은 아프리카 내에서도 반투족 등 다수파 부족들에 밀리고 서양인들에게까지 쫓겨 현재 10만 명 정도만 남아 있다. 아직까지도 동굴 벽화를 그리며 수렵으로 생활하는 이들이 많다.

## 보츠와나 산족의 땅찾기 소송
보츠와나 정부는 1990년대 중반부터 Central Kalahari Game Reserve에 살고 있는 산족을 바깥으로 강제 이주시키려고 하고 있다. 그 보호 구역은 1961년 농부와 농장주들에게 시달리던 5000여명의 산족을 보호하기 위해 만들어졌다. 정부는 보호 구역 안에서 산족이 총으로 사냥하는 것을 금지하고 있다. 2005년 10월에는 무장 경찰을 동원해 산족 2000여명을 아예 밖으로 쫓아냈다. 쫓겨난 대부분의 산족은 조악한 재정착촌(resettlement camp)에 살거나 몸이 팔려갔으며, 250여명은 몰래 칼라하리 사막으로 돌아가 살고 있다. 삶의 뿌리가 뽑힌 산족들은 캠프에서 난민처럼 살고 있고, 알콜중독과 에이즈가 판치고 있다.
보츠와나의 헌법은 부시먼족이 살던 곳에 살 권리를 보장하고 있다. 하지만 부시먼족은 보츠와나 헌법이 공식적으로 인정하는 부족이 아니며 실질적인 힘이 없다. 239명의 부시먼이 정부에 소송을 걸었고, 2006년 12월13일 로바체 지역의 고등법원에서 결국 승소판결을 받았다. 법원은 산족이 칼라하리 자연보호구역에 거주할 권리가 있으며, 정부의 강제 이주정책은 불법이라고 판시했다. 또 "정부가 산족에게 사냥허가조차 내주지 않은 것은 굶어죽으라는 것이나 마찬가지"라면서 산족의 전통적 생활방식을 보호해줘야 한다고 밝혔다.
이 판결은 원주민들의 권리가 인정되지 않던 아프리카에서 예외적인 것으로, 절멸 위기에 처한 소수 토착민들의 전통적 생활양식을 법으로 보장해줘야 한다는 것이어서 큰 의미가 있는 것으로 받아들여졌다. 사라져가는 토착민 살리기 운동을 벌여온 '서바이벌 인터내셔널' 등 비정부기구들은 이 판결을 대대적으로 환영했다. 그러나 정부는 항소하겠다고 밝히고 있어 대법원 판결이 나오기까지 갈등이 계속될 것으로 보인다.